# Michel Boeuf
| 18617 Puntel         | 24 febbraio 1998 |
| 19458 Legault        | 21 aprile 1998   |
| 25014 Christinepalau | 18 agosto 1998   |
| 29565 Glenngould     | 17 marzo 1998    |
| 41213 Mimoun         | 2 dicembre 1999  |

Michel Boeuf (...) è un astronomo francese.
Il Minor Planet Center gli accredita la scoperta di dodici asteroidi, effettuate tra il 1998 e il 2000.